# La Casa Gran de Can Ferrer de la Cogullada
La Casa Gran de Can Ferrer de la Cogullada és un edifici del Montmell inclòs a l'Inventari del Patrimoni Arquitectònic de Catalunya.

## Descripció
La casa és situada en un extrem del poble. Actualment és molt modificada i serveix de desembaràs. A l'entrada, sobre la portalada que mena al pati hi ha la data de 1809, però a dins el pati, a la llinda de fusta de la porta d'accés a la casa, es veu la data de 1702, que correspon a la data real de construcció.
A l'interior cal ressaltar una sèrie de pintures sobre la paret: una a l'entrada i dins d'una petita volta, que representa a sant Lluís amb un nen i amb data 1831; l'altra és a l'antic menjador i representa a la Mare de Déu del Roser amb una santa i sant Lluís.
En una dependència adossada a la casa es troba el celler, potser la part menys modificada de tota la construcció. Allà destaquen uns grans arcs de mig punt i un arc escarser.
Els materials emprats en la construcció són pedres irregulars i fang.

## Història
Les notícies històriques de la Casa Gran són escasses. Els actuals propietaris van comprar la casa als anys 60 als "mallorquins" (una família de Mallorca).
La casa i totes les seves propietats pertanyia al segle xix al bisbe de Vic Torras i Bages.
Per altra banda i en ser encara coneguda pel nom de Can Ferrer, pot haver-hi certa relació amb la casa pairal dels Ferrer que nomena un fogatjament del 1553.
És probable que el poble s'originés a partir de la Casa Gran quan algun dels seus propietaris construí cases pels parcers o bé els donà terres per conrear-les.